# Bristol Bullet
El Bristol Bullet (Type 32) fue un avión de carreras biplano británico. Fue diseñado en 1919 por Frank Barnwell como banco de pruebas de alta velocidad para el motor Jupiter, que estaba desarrollando Roy Fedden en la Bristol para la empresa Cosmos Engineering, y también para dar a conocer el nombre de la empresa, participando en carreras aéreas.

## Diseño y desarrollo
El Bullet era un biplano monoplaza convencional con alas de un solo vano de sección delgada de baja resistencia, arriostradas mediante soportes en forma de N. El fuselaje era una estructura de madera de cuatro larguerillos carenados en una sección circular.
El fuselaje terminado, equipado con un motor simulado, se exhibió en el Salón Aeronáutico de París en diciembre de 1919, pero no estuvo disponible un motor hasta junio de 1920, cuando el avión voló por primera vez, pilotado por Cyril Uwins. Fue inscrito en el Aerial Derby en julio de ese año; siendo su desempeño en la carrera decepcionante, por lo que fue modificado sustancialmente, con una nueva capota, un gran tapabuje hemisférico y alas de envergadura y separación muy reducidos. Para cuando se completaron las modificaciones, Cosmos ya había quebrado y el negocio de motores de aviación había sido comprado por Bristol, por lo que el Bullet se utilizó para realizar la tarea de acumular las horas de vuelo necesarias para que el Jupiter obtuviera la aprobación de tipo del Ministerio del Aire, un trabajo que compartió con el Bristol Badger.

## Historia operacional
La velocidad máxima del Bullet modificado se incrementó a 270 km/h y terminó cuarto en el Aerial Derby de 1921, a una velocidad promedio de 227 km/h. Se le instaló un más potente motor Jupiter II de 280 kW (380 hp) y, pilotado por Rollo A. de Haga Haig, quedó segundo en el Aerial Derby de 1922, a una velocidad media de 233 km/h, superado únicamente por el Gloster Mars (que también había ganado la carrera de 1921).
Fue inscrito para las carreras Aerial Derby y Kings Cup de 1923, pero, tras la muerte de Leslie Foot, el piloto previsto, volando el Bristol M.1D en la carrera Grosvenor Cup, Bristol se retiró de las competiciones, el Bullet fue retirado y finalmente desguazado en 1924.

## Especificaciones (construcción inicial)
Referencia datos: Sharpe

### Características generales
- Tripulación: Uno (piloto)
- Longitud: 7,3 m (24,1 ft) [5]
- Envergadura: 9,5 m (31,2 ft)
- Altura: 3 m (9,7 ft)
- Superficie alar: 27,4 m² (295 ft²)
- Peso vacío: 816 kg (1798,5 lb)
- Peso cargado: 998 kg (2199,6 lb)
- Planta motriz: 1× motor radial de 9 cilindros refrigerado por aire Bristol Jupiter.
  - Potencia: 336 kW (463 HP; 457 CV)
- Hélices: Bipala de paso fijo

### Rendimiento
- Velocidad máxima operativa (Vno): 249 km/h (155 MPH; 134 kt)

## Aeronaves relacionadas

### Secuencias de designación
- Secuencia Numérica (interna de Bristol): ← 29 - 30 - 31 - 32 - 33 - 36 - 37 →